# Крупнопятнистая виверра
Крупнопятнистая виверра, или крупнопятнистая цивета, или малайская виверра (лат. Viverra megaspila) — вид хищных млекопитающих семейства Виверровых (Viverridae).
Страны распространения: Камбоджа, южный Китай, Лаос, Малайский полуостров, Таиланд, Вьетнам, Мьянма. На большей части ареала плотность популяции низкая. Последние наблюдения идут в основном из вечнозелёных лесов, но крупнопятнистая виверра также присутствует в нарушенных лесах. Питается в основном ночью, на земле, охотясь на добычу в опавших листьях. Кажется, находится в основном в равнинных лесах, ниже 300 метров над уровнем моря.
Длина тела от 72 до 85 см, длина хвоста от 30до 37 см, длина ступни от 13 до 13,8 см, вес 8—9 кг.
Горло украшено контрастным чёрно-белым рисунком. Окраска может быть от серого до коричневого, с рисунком тёмно-коричневых или чёрных пятен на боках. Рисунок может быть очень разный, но обычно пятна чёткие, или слиты в вертикальные или горизонтальные полосы. Хвост с чёрным гребнем вдоль верха, он, как правило, тёмный на дистальной половине; у основания хвоста неполные белые полосы.
Viverra zibetha имеет пропорционально поменьше голову, обычно имеет волнистые полосы, а не пятна на боках, хвост с полными белыми полосами; оболочки кожи на ногтях и мохнатые подошвы ног (видимые только тогда, когда животное схвачено). Viverra tangalunga меньше, с гораздо большими полосами на хвосте.
Основными угрозами являются потеря лесов — основного места жительства, а также охота и попадание в ловушки. Встречается в некоторых природоохранных зонах.